# Gaetano D'Agostino (peintre)
Pour les articles homonymes, voir Gaetano D'Agostino et D'Agostino.
Gaetano D’Agostino (né à Salerne le 16 mai 1837 et mort à Naples le 17 septembre 1914) est un peintre italien.

## Biographie
Formé à l'Accademia di belle arti di Napoli, au cours d'une longue carrière, l'artiste a réalisé de nombreuses peintures de sujets néo-pompéiens liés aux exemples morelliens, mais aussi des scènes de genre et des portraits, et a mené une intense activité de décorateur, alternant motifs Renaissance et inspirations art nouveau. 
Ses œuvres ont été exposées à Naples (1876, 1904, 1906), à Gênes (1882, Dacci oggi il pane quotidiano ; Una scena del Gran Bazar, Il Promor) et à Turin (1884, La vita romana sotto Claudio). À Naples, il a laissé plusieurs œuvres a fresco  (chiesa del Gesù Vecchio, Salle du Rectorat de l'Université, Salle de l'Académie Royale, Casa Sambon, 1895 ; palais de la Chambre de Commerce, 1897-1898).

## Œuvres
- La vita romana sotto Claudio, huile sur toile, 110 × 240 cm, collection privée, Pouzzoles.
- Pro Patria ad eranium, huile sur toile, 70 × 137 cm.